# 刘元礼
刘元礼（？—1272年），济南人，元朝将领，刘黑马第五子，刘元振的弟弟。
常从父刘黑马在军中。1254年，蒙哥汗任命他为京兆路奥鲁万户。中统四年（1263年），任兴元、成都等路兵马左副元帅。至元元年（1264年），任潼川路汉军都元帅。至元二年（1265年），率领数千人在潼川（治今四川省三台县）宋将夏贵率领的五万军激战时，身先士卒，最后取胜，镇守眉州（今四川眉山）。又修眉州以扼嘉定往来之路，镇守眉州五年。至元五年（1268年），以赡养老母辞职。至元九年（1272年），起为怀远大将军、延安路总管，在任上病故。